# Заруцкий, Константин Сергеевич
Константи́н Серге́евич Зару́цкий (род. 21 декабря 1982, Ленинград) — российский видеоблогер и стример. Создатель и владелец YouTube-канала с названием «AcademeG». В октябре 2020 года занял 10 место в рейтинге блогеров с самыми высокими доходами от рекламы по версии журнала «Форбс».

## Биография
Константин Заруцкий родился 21 декабря 1982 года в Ленинграде. Техникой и автомобилями увлекался с детства.
После получения среднего образования пытался учиться в трёх вузах и все бросал, высшее образование так и не получил. До 2010 года он пробовал разные сферы: работал грузчиком, экспедитором, строителем.

## Блогинг
Канал на YouTube открыл в 2010 году, но активно развивать его начал в 2013 году. Основная цель проектов показать как сделать машину лучше, повысить её комфортность и исправить недостатки.
AcademeG публикует на своем канале тест-драйвы автомобилей разных марок. В описании канала на YouTube Константин Заруцкий пишет:

«На этом канале вы не увидите заискиваний перед производителями и политкорректных речей, также я не поклоняюсь автомобилям, ввиду этого я смотрю на них сверху вниз и вижу все их изъяны и недостатки».

Популярным канал стал после запуска проекта Pontorezka в 2015 году, это своеобразный видеодневник о том, как Range Rover минимальной комплектации преображается в шикарный автомобиль.
В 2018 году Константин Заруцкий представил своё новое творение — грузовик ЗИЛ-130, который был укомплектован 4,4-литровым двигателем от BMW X5M мощностью 500 л. с., автоматической коробкой передач, новой подвеской и рулём. Данный автомобиль разгонялся до 100 км/ч за 5,5 с. Для демонстрации быстроходности своего изобретения Константин принял участие в гонках со спорткарами, где занял второе место отстав от победителя на полкорпуса.
В 2019 году блогер представил публике «Ультратанк» — Bentley Continental на гусеничном ходу, работа над которым заняла 7 месяцев. Новости о данном изобретении публиковал, кроме отечественных, и ряд зарубежных СМИ.
В феврале 2020 года, благодаря своему проекту «Ультратанк», Константин Заруцкий попал в Книгу рекордов России. Ему удалось разогнать свой модифицированный автомобиль до 125 км/ч и пройти по Байкалу расстояние в одну милю.
В ноябре 2020 принял участие в АвтоБлогерШоу, которое прошло в Экспофоруме.
В 2021 как один из самых авторитетных автоблогеров в России стал голосом навигатора 2ГИС.

## Проекты
- 2013 — 2024 — Opel Frontera
- 2015 — «Понторезка»[17]
- 2015—2018 — «Оказия»[18]
- 2016 — н/в — «Антигелик»[19]
- 2017—2019 — «Плагиат» (Разобран)[20]
- 2017—2022 — «ЗИЛ-600 сил»[21]
- 2018 — н/в — «Bentley Ultratank»[22]
- 2018—2020 — «Инвалидка»[23]
- 2018—2023 — «Электроволга»
- 2019 — н/в — «Wrangler: максималка из минималки»
- 2019—2020 — «Камаз 1000 сил»[24]
- 2019 — «Гусеницы для Wrangler»
- 2020 — «Копейка на максималках V8 300 сил»
- 2020—2021 — «Русский Raptor»
- 2021 — «VW Passat VR6»
- 2021—2022 — «Победа Ultratank» (Переделан в Cayenne)
- 2022 — «Audi S4»
- 2023 — «ГАЗ-66 Ultratank»
- 2021— 2024 — «ГАЗ-14 Чайка»
- 2023 — н/в — «Помоечка»
- 2023 — н/в — «Audi A8»
- 2024 — «Турбо-Матиз»
- 2024 — н/в — ЛИАЗ 677

## Рейтинги
В конце октября 2020 года издание Forbes внесло Константина Заруцкого в рейтинг блогеров с самыми высокими доходами от рекламы, и присвоило ему 10 место.
В апреле 2020 года вошёл в ТОП самых популярных автомобильных блогеров, по версии издания CAR.RU, заняв в нем второе место.
В декабре 2018 года вошёл в ТОП-15 самых богатых YouTube блогеров России, по версии Российского исследовательского агентства блогеров, получив в списке седьмое место.